# Lyngdal

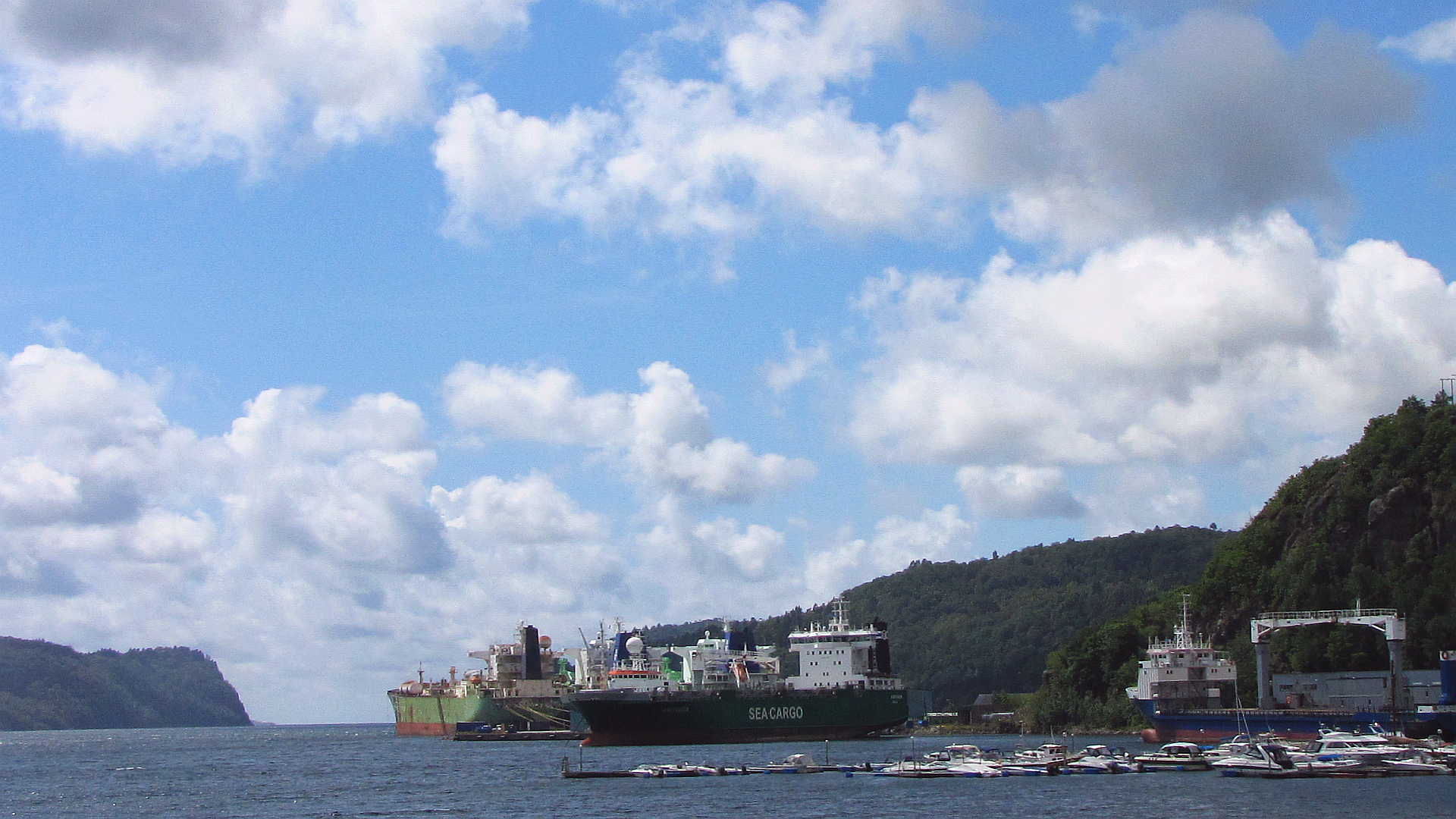
Agnefest au sud de Lyngdal possède depuis 1771 un port naturel approuvé sur le Rosfjord.

Lyngdal est une kommune du comté d'Agder en Norvège. Elle compte environ 10 700 habitants.